# C22orf24
C22orf24 (англ. Chromosome 22 open reading frame 24) – білок, який кодується однойменним геном, розташованим у людей на довгому плечі 22-ї хромосоми. Довжина поліпептидного ланцюга білка становить 160 амінокислот, а молекулярна маса — 17 735.
| 10         |  | 20         |  | 30         |  | 40         |  | 50         |
| ---------- |  | ---------- |  | ---------- |  | ---------- |  | ---------- |
| MTTQEDTTGL |  | HQKTSLWTMS |  | RPGAKKVMNS |  | YFIAGCGPAV |  | CYYAVSWLRQ |
| GFSINLTSFG |  | RIPWPHAGVG |  | TCPSPQSWIS |  | PFLQSHREHH |  | YAKTSSHSQP |
| SPQSLALCLA |  | YSRCSINICQ |  | MTECISLASG |  | CHQALREPGR |  | SEESFWIPAT |
| PYISNIFSES |  |            |  |            |  |            |  |            |

A: Аланін

C: Цистеїн

D: Аспарагінова кислота

E: Глутамінова кислота

F: Фенілаланін

G: Гліцин

H: Гістидин

I: Ізолейцин

K: Лізин

L: Лейцин

M: Метіонін

N: Аспарагін

P: Пролін

Q: Глутамін

R: Аргінін

S: Серин

T: Треонін

V: Валін

W: Триптофан

Задіяний у такому біологічному процесі, як альтернативний сплайсинг. 
Локалізований у мембрані.